# Juan Felipe Toruño
Juan Felipe Toruño (León, Nicaragua, 1 de mayo de 1898 - San Salvador, El Salvador, 31 de agosto de 1980) fue un periodista y maestro nicaragüense que radicó la mayor parte de su vida en El Salvador. Desarrollo su obra literaria como poeta, novelista, crítico literario e historiógrafo de literatura centroamericana.

## Primeros años

### Maestro
A la edad de doce años, el joven Toruño abandonó la escuela secundaria de los Hermanos Cristianos de San Juan Bautista en su ciudad natal León, para trabajar como maestro en el entonces pueblo de Posoltega. 

### Soldado liberal
En 1910 formó parte de las filas liberales para defender la presidencia del Doctor José Madriz, quien terminó derrocado y sustituido por Juan José Estrada Morales, líder militar de la alianza libero-conservadora alentada y apoyada por el gobierno de los Estados Unidos. Tras la derrota liberal, Toruño, aún adolescente, se vio forzado a huir a la montaña nicaragüense por seis meses, y regresó a León en harapos. Esta dura experiencia acabaría forjando su personalidad. 

### Inicios en el periodismo
Fue aprendiz en un taller de talabartería y zapatería, y en 1916 asistió al funeral del poeta Rubén Darío, del cual quedó impresionado por la solemnidad del evento. Asimismo, para esa época comenzó su labor poética de la que no se tiene registro, aunque inició su trabajo periodístico en el Eco Nacional en 1918, y también fundó la revista Darío, que estimulaba la labor poética de la juventud. Para 1919 aceptó la dirección del Eco Nacional, en el que empezó a divulgar sus poemas, y para 1921 ganó el primer lugar de un concurso de poesía para principiantes.

## Estadía en El Salvador
El 23 de abril de 1923, tras vender su revista Darío, se dirigió a Cuba adonde le esperaba el Dr. Manuel Carbonel, quien le había ofrecido trabajo en la revista El Fígaro de La Habana. Sin embargo, una tempestad impidió su travesía en el barco Tempisque, el cual había abordado en el Golfo de Fonseca, y debió asentarse en El Salvador. Ya en este país, en 1925 ingresó al Ateneo Nacional de El Salvador, fue nombrado Venerable Maestro de la Logia Masónica, y además era jefe de redacción del Diario El Día y redactor de Diario Latino.
En 1930, inició su labor de proselitismo literario, y para 1932 creó la sección Sábados de Diario Latino que mantuvo por cincuenta años, y en la cual promovió las carreras de muchos escritores. De hecho, muchos de ellos llegaron a calificarlo como su “padre putativo”, y su labor fue reconocida por miembros de la llamada Generación Comprometida. 
Recibió el título de profesor de castellano, lenguaje y literatura por parte del Ministerio de Cultura en 1938, y para 1940 fue elegido presidente del Ateneo de El Salvador, cargo en el que se mantuvo por diez años.

### Fallecimiento
En su ancianidad, se dice que Toruño conservaba una “voluntad fuerte y una amena conversación”. Murió a consecuencia de un derrame cerebral.

## Reconocimientos
Entre los numerosos  reconocimientos que recibiera en vida se encuentran:
- Hollín de Oro por el Ateneo de El Salvador;
- Medalla Rubén Darío por el Círculo Intelectual Rubén Darío en León;
- Cruz de Conmendador por la Orden Rubén Darío;
- Medalla Francisco Núñez Arrué por el Club de Prensa de El Salvador;
- Gran Placa de Oro de la Orden José Madriz;
- Llave de Oro de la ciudad de Chinandega;
- Medalla del Centenario de la Guardia de Honor Rubén Darío;
- Caballero de la Orden de Vasco Núñez de Balboa;
- Doctor Honoris Causa de la Universidad Nacional Autónoma de Nicaragua.
- Hijo dilecto de León.

Además Toruño formó parte de diferentes organizaciones, entre ellas:
- Miembro del Consejo Directivo de la Asociación Internacional de Prensa-sede Montevideo, Uruguay;
- Miembro Correspondiente del Ateneo de Centroamérica en México, D.F.;
- Miembro de la Asociación de Cultura Americana con sede en Buenos Aires, Argentina;
- Miembro Honorario de Asociaciones de prensa en Ecuador y Puerto Rico;
- Miembro del Instituto Internacional para Relaciones Humanas con sede en Venecia, Italia;

## Valoración
Agenor Argüello, poeta y periodista nicaragüense, consideraba a Toruño como precursor del Movimiento de Vanguardia de Nicaragua. 
Además que fue un estudioso de la Poesía negra en América Latina, y también pionero en el reconocimiento de la dignidad de las mujeres, ya que en el año 1942 dictó una conferencia en el Tercer Congreso Internacional de la Literatura Iberoamericana en la Universidad de Tulane, con el nombre "Función del pensamiento en estructuras de la América nueva: la mujer, factor indispensable para la evolución". Antes, en su "Desarrollo literario de El Salvador" de 1938, publicó un ensayo sobre "La mujer en las letras salvadoreñas".

## Obra
Su obra comprende:
- Senderos espirituales, poesía (1922).
- Ritmos de vida, poesía, (1924).
- La mariposa negra, novela, (1928).
- El silencio, novela (1935), 'premiada en el Concurso del Libro Americano en Matanzas, Cuba, en 1938.
- Tríptico de vida, poesía (1935), premiada en el Concurso de Sonetos Iberoamericano en Argentina, en 1936.
- Los desterrados, tomo I, crítica literaria (1938).
- La Nicaragua de hoy, crónicas (1939).
- Hacia el sol, poesía (1940).
- Vaso espiritual, poesía (1941).
- Los desterrados, tomo II, crítica literaria (1942).
- Raíz y sombra del futuro, poesía (1944).
- Chupasangre, cuento (1945), Premio Internacional "Alfonso Hernández Catá" de Cuento en La Habana, Cuba.
- Arcilla mística, poesía (1946).
- Dos tierras, cuentos (1947).
- Huésped de la noche, poesía (1948).
- El introvertismo en poesía, ensayos (1950).
- Un viaje por América, crónicas (1951).
- Órbita de sonetos, poesía (1952).
- Los desterrados, tomo III, crítica literaria (1952).
- Poesía negra, poesía (1953).
- Ciudad dormida, crónicas (1955).
- Desarrollo literario de El Salvador: ensayo cronológico de generaciones y etapas de las letras salvadoreñas (1958), premiado en el Certamen Nacional de Cultura de El Salvador, en 1957.
- Sucinta reseña de las letras nicaragüenses, ensayo (1959).
- Gavidia entre raras fuerzas étnicas de su obra y de su vida, (1969).
- Poemas andantes, ensayos (1977).